# Juste une question d'amour
Juste une question d'amour é um filme francês de drama e temática LGBT, lançado em 2000. A direção da obra é de Christian Faure, que também atuou como co-produtor.
O filme acompanha o romance de dois homens, Laurent (interpretado por Cyrille Thouvenin) e Cédric (interpretado por Stéphan Guérin-Tillié), que enfrentam dificuldades movidas pela revelação da homossexualidade de Laurent aos pais.